# Nísia Floresta
Nísia Floresta (antiga Papari) é um município brasileiro do estado do Rio Grande do Norte, Região Nordeste do país. Está inserido na Região Metropolitana de Natal e no Polo Costa das Dunas. De acordo com o IBGE (Instituto Brasileiro de Geografia e Estatística), no ano 2024 sua população era estimada em 33 949 habitantes, distribuídos em uma área territorial de 307,719 km².
O município ganhou o nome de sua mais ilustre filha, a escritora e poetisa Nísia Floresta. Recebeu atenção da mídia nacional após a rebelião da Penitenciária de Alcaçuz, em janeiro de 2017. O conflito entre facções dentro do presídio ganhou repercussão até no exterior.
Além das atividades agropecuárias tradicionais e do turismo, destaca-se na economia local o recente crescimento da carcinocultura (cultivo de camarões), por tal motivo que ganhou o apelido de "a terra do camarão”. Na cidade se localiza, também, a praia de Barra de Tabatinga que, no entardecer, é comum que seja visitada por golfinhos nas proximidades do "Mirante dos Golfinhos".

## Geografia
Banhado a leste pelo Oceano Atlântico, Nísia Floresta possui 19,7 km de litoral, formado pelas praias de Pirangi do Sul, Búzios, Barra de Tabatinga, Camurupim e Barreta. Limita-se com Parnamirim a norte, a sul com Arez e Senador Georgino Avelino e a oeste com São José de Mipibu. Ocupa uma área 307,719 km² (0,5827% da superfície estadual), dos quais 21,2663 km² em área urbana. Na divisão territorial do Brasil feita pelo Instituto Brasileiro de Geografia e Estatística (IBGE) em 2017, Nísia Floresta pertence às regiões geográficas intermediária e imediata de Natal. Até então, na divisão em mesorregiões e microrregiões que vigorava desde 1989, o município fazia parte da microrregião de Macaíba, uma das quatro microrregiões formadoras da mesorregião do Leste Potiguar. Está a 40 km do centro de Natal, capital estadual, e a 2 373 km da capital nacional, Brasília.
O relevo de Nísia Floresta é baixo, com altitudes abaixo dos cem metros. A faixa costeira está incluída na planície costeira, formada em parte por dunas de areia, tanto móveis quanto fixas, do período Quaternário, modeladas pela ação constante dos ventos, e outra parte por falésias de até doze metros de altura. Após essa planície, afastando-se do oceano, estão os tabuleiros costeiros, também denominados de "planaltos rebaixados". No leito dos rios se localizam as planícies fluviais, sujeitas a inundações no período das cheias, enquanto às margens das lagoas do Bonfim e Nísia Floresta encontram-se as planícies fluviomarinhas, por serem formadas por processos tanto fluviais quanto marinhos. Geologicamente, a maior parte do município está inserida no Grupo Barreiras, cujas rochas, do período Terciário Superior, são cobertas por paraconglomerados de quartzo e sílex, formando as paleocascalheiras ou coberturas arenosas coluviais e aluviais.
Quase todo o solo nísia-florestense é arenoso, altamente permeável e bastante drenado, contudo pouco fértil, por ser muito pobre em nutrientes, caracterizando dessa forma a areia quartzosa. A sudoeste, existem áreas menores de latossolo do tipo vermelho-amarelo e do solo aluvial. Tanto este último quanto a areia quartzosa constituem, na nova classificação brasileira de solos, os neossolos. Inserido no bioma da Mata Atlântica, esses solos são cobertos por espécies que possuem troncos delgados e folhas largas. Nas várzeas úmidas estão os campos de várzea, existindo ainda, na faixa costeira, a formação de praias e dunas intercaladas com manguezais. Nísia Floresta abriga grande parte da Área de Proteção Ambiental Bonfim-Guaraíras, que cobre uma área de 42 mil hectares e foi criada pelo decreto estadual em 22 de março de 1999, abrangendo partes de outros cinco municípios. Também existe a Floresta Nacional de Nísia Floresta, criada por decreto federal em 27 de setembro de 2001.
Nísia Floresta possui a maior parte do seu território (53,99%) na faixa litorânea leste de escoamento difuso, com filetes que escoam em direção ao oceano, sem que haja uma área delimitada pelos divisores de águas. Outros 25,10% estão na bacia do rio Trairi e os 20,91% na bacia do Piranji. Pelo município passam os rios Araraí, Baldum, Cajupiranga, Pirangi, Pium e Trairi e os riachos Boacica, Camurupim e Taborda. Dentre as numerosas lagoas, a do Bonfim é a maior delas, com profundidade de 31 metros e capacidade para 84 268 211 m³, responsável pelo abastecimento de mais de trinta cidades do agreste do Rio Grande do Norte por meio da Adutora Monsenhor Expedito.
O clima é tropical chuvoso, com chuvas concentradas no período de março a agosto. De acordo com dados da Empresa de Pesquisa Agropecuária do Rio Grande do Norte (EMPARN), desde 1992 o maior acumulado de chuva em 24 horas registrado em Nísia Floresta atingiu 355 mm em 28 de novembro de 2023, fora do período chuvoso. Outros acumulados iguais ou superiores a 150 mm foram: 192 mm em 15 de fevereiro de 2018, 176,8 mm em 8 de março de 2024, 190,2 mm em 15 de junho de 2014, 172 mm em 8 de março de 2002, 154 mm em 19 de julho de 1998, 155 mm em 4 de julho de 2022 e 152,5 mm em 4 de setembro de 2013. O recorde de mês mais chuvoso da série histórica pertence a junho de 1994, com 699 mm. Desde fevereiro de 2020, quando entrou em operação uma estação meteorológica automática da EMPARN na cidade, a menor temperatura ocorreu em 29 de setembro de 2023 (19,2 °C) e a maior em 22 de março de 2020 (34,7 °C).
| Dados climatológicos para Nísia Floresta                                                        | Dados climatológicos para Nísia Floresta | Dados climatológicos para Nísia Floresta | Dados climatológicos para Nísia Floresta | Dados climatológicos para Nísia Floresta | Dados climatológicos para Nísia Floresta | Dados climatológicos para Nísia Floresta | Dados climatológicos para Nísia Floresta | Dados climatológicos para Nísia Floresta | Dados climatológicos para Nísia Floresta | Dados climatológicos para Nísia Floresta | Dados climatológicos para Nísia Floresta | Dados climatológicos para Nísia Floresta | Dados climatológicos para Nísia Floresta |
| Mês                                                                                             | Jan                                      | Fev                                      | Mar                                      | Abr                                      | Mai                                      | Jun                                      | Jul                                      | Ago                                      | Set                                      | Out                                      | Nov                                      | Dez                                      | Ano                                      |
| ----------------------------------------------------------------------------------------------- | ---------------------------------------- | ---------------------------------------- | ---------------------------------------- | ---------------------------------------- | ---------------------------------------- | ---------------------------------------- | ---------------------------------------- | ---------------------------------------- | ---------------------------------------- | ---------------------------------------- | ---------------------------------------- | ---------------------------------------- | ---------------------------------------- |
| Temperatura máxima recorde (°C)                                                                 | 33,2                                     | 33,1                                     | 34,7                                     | 33,8                                     | 32,8                                     | 32                                       | 31,1                                     | 31                                       | 31,3                                     | 32,1                                     | 32,2                                     | 32,9                                     | 34,7                                     |
| Temperatura mínima recorde (°C)                                                                 | 21,7                                     | 21,8                                     | 22,2                                     | 22,1                                     | 21,5                                     | 20,1                                     | 19,5                                     | 19,4                                     | 19,2                                     | 19,7                                     | 20,7                                     | 21,5                                     | 19,2                                     |
| Precipitação (mm)                                                                               | 91,6                                     | 114,3                                    | 180,5                                    | 204,8                                    | 197,5                                    | 269,7                                    | 204                                      | 116                                      | 58,4                                     | 22                                       | 22,3                                     | 44,1                                     | 1 525,2                                  |
| Fonte: EMPARN (recordes de temperatura: 01/02/2020-presente; médias de precipitação: 1992-2018) |                                          |                                          |                                          |                                          |                                          |                                          |                                          |                                          |                                          |                                          |                                          |                                          |                                          |

## Demografia
No censo de 2010, Nísia Floresta era o vigésimo segundo município mais populoso do Rio Grande do Norte e o 1 386° do Brasil, com 23 784 habitantes, a maior parte (60,56%) residindo na zona rural. Do total, 51,66% eram do sexo masculino e 48,34% do sexo feminino, resultando em uma razão aproximada de 106,89 homens para cada cem mulheres. Em relação à faixa etária, 65,33% tinham entre 15 e 64 anos, 28,44% menos de quinze anos e 6,22% acima dos 65 anos. A densidade demográfica era de 77,26 hab/km².
Na pesquisa de autodeclaração do censo, 60,75% eram pardos, 29,67% brancos, 6,74% pretos, 1,55% amarelos, 1,2% não declararam e 0,09% eram indígenas. Quanto à nacionalidade, 99,72% dos habitantes eram brasileiros (99,68% natos mais 0,04% naturalizados) e 0,28% estrangeiros, sendo 63,26% naturais do próprio município, dos 92,56% nascidos no estado. Dentre os naturais de outras unidades da federação, os estados com maior percentual de residentes eram Paraíba (2,54%), Pernambuco (1,24%) e São Paulo (1,09%), havendo ainda pessoas nascidas em outros dezessete estados mais o Distrito Federal.

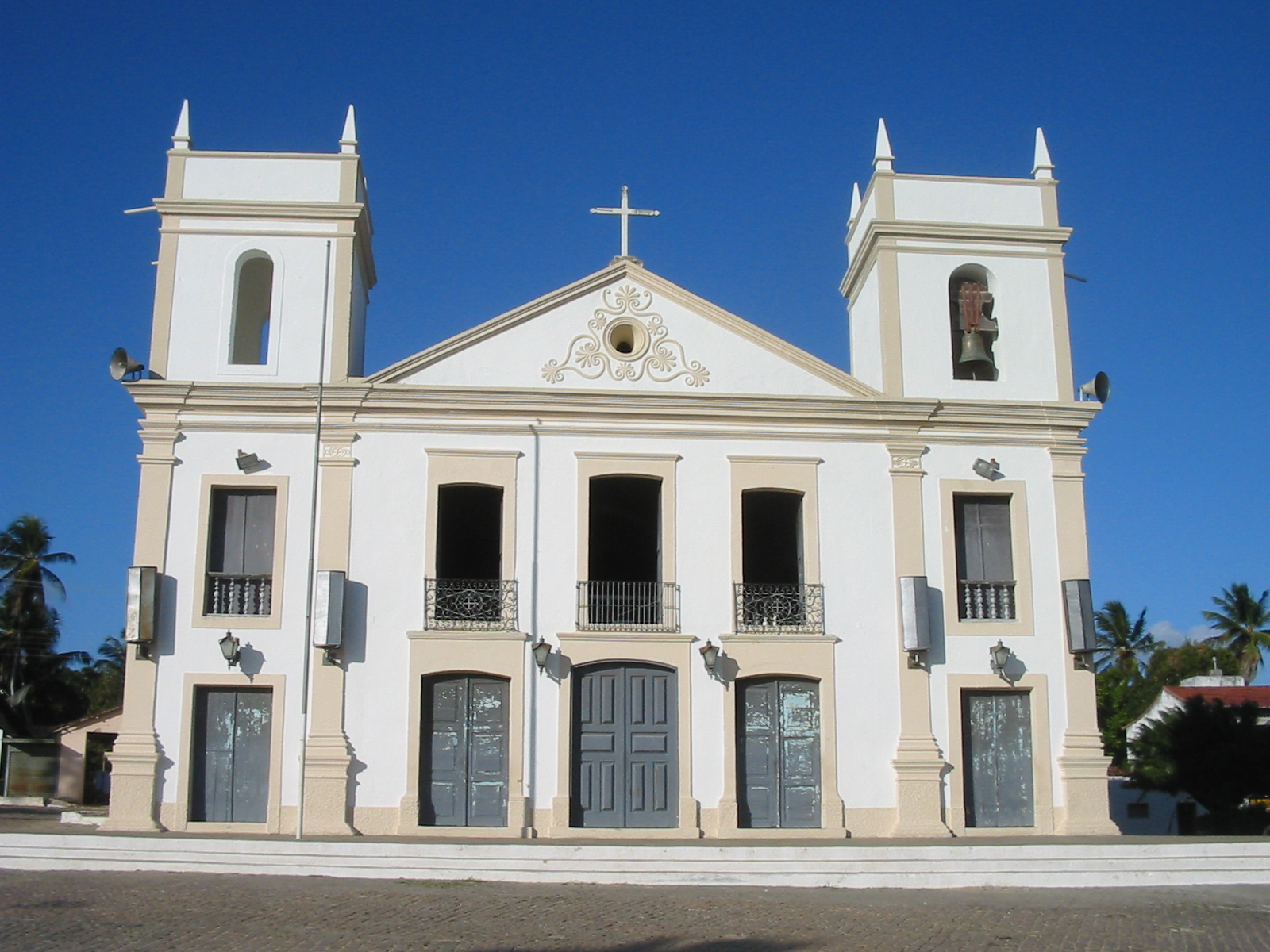
Igreja Matriz de Nossa Senhora do Ó (2005)

Ainda segundo o mesmo censo, 73,82% dos habitantes eram católicos apostólicos romanos, 16% evangélicos e 7,9% declararam não seguir nenhuma religião, enquanto outros 1,2% não declararam; outras denominações somavam 1,08%. Na Igreja Católica, Nísia Floresta pertence à Arquidiocese de Natal e sua padroeira é Nossa Senhora do Ó, tendo a paróquia sido criada em 29 de agosto de 1833. Existem também alguns diversos credos protestantes ou reformados, sendo algumas delas: Assembleia de Deus, Deus é Amor, Evangelho Quadrangular, Congregação Cristã, Igreja Adventista do Sétimo Dia e Igreja Luterana.
O Índice de Desenvolvimento Humano (IDH-M) de Nísia Floresta é considerado médio, de acordo com dados do Programa das Nações Unidas para o Desenvolvimento (PNUD). Segundo dados do relatório de 2010, divulgados em 2013, seu valor era 0,622, ocupando a 53ª posição no Rio Grande do Norte e a 3 653ª do Brasil. Considerando-se apenas o índice de longevidade, seu valor é 0,773, o valor do índice de renda é 0,601 e o de educação 0,518. Em 2010, 64,17% da população viviam acima da linha de pobreza, 19,44% entre as linhas de indigência e de pobreza e 16,39% abaixo da linha de indigência. No mesmo ano, os 20% mais ricos eram responsáveis por 56,55% do rendimento total municipal, enquanto os 20% mais pobres apenas 2,82%, sendo o índice de Gini, que mede a desigualdade social, igual a 0,52.

## Política e administração
A administração municipal se dá pelos poderes executivo e legislativo, independentes e harmônicos entre si. O prefeito representa o executivo e é auxiliado pelo seu gabinete de secretários, nomeados livremente por ele. O poder legislativo é exercido pela câmara municipal que, dentre suas atribuições, elabora e vota leis fundamentais à administração e ao executivo, especialmente o orçamento municipal e o plano plurianual. A câmara possui onze vereadores, eleitos junto com o prefeito e seu vice para mandatos de quatro anos.
De forma independente, também existem alguns conselhos municipais em atividade: Acompanhamento e Controle Social do FUNDEB, Alimentação Escolar, Assistência Social, Cultura, Direitos da Criança e do Adolescente, Direitos do Idoso, Educação, Habitação, Meio Ambiente, Saúde e Tutelar. Nísia Floresta se rege por lei orgânica, promulgada em 1990, e abriga uma comarca do poder judiciário estadual, de entrância intermediária. Pertence à 67ª zona eleitoral do Rio Grande do Norte, possuindo, em dezembro de 2020, 17 533 eleitores registrados, de acordo com o Tribunal Superior Eleitoral (TSE), equivalente a 0,745% do eleitorado potiguar.